# Balada para niños muertos
Balada para niños muertos es una película documental colombiana de 2020 dirigida y escrita por Jorge Navas acerca de la obra del escritor y guionista Andrés Caicedo, una de las principales figuras del movimiento cinematográfico de la ciudad de Cali. El documental hizo parte de la cartelera de la sexagésima edición del Festival Internacional de Cine de Cartagena en marzo de 2020.

## Sinopsis
Andrés Caicedo fue una de las figuras más importantes de la corriente cinematográfica caleña. Fallecido el 4 de marzo de 1977 tras ingerir intencionalmente 60 pastillas de secobarbital, Caicedo dejó una impronta difícil de borrar en la cultura de la capital del Valle del Cauca. En este documental, Jorge Navas recopila momentos importantes de su biografía y reúne a varios amigos y familiares del escritor para dar a conocer de primera mano detalles de su vida y obra. Hace énfasis principalmente en la infructuosa empresa de Caicedo al trasladarse a los Estados Unidos en búsqueda del productor Roger Corman con el objetivo de presentarle sus guiones de terror. 